# Музей Венеції 18 століття
Музей Венеції 18 століття або Ca' Rezzonico   - розташований в палаці Ка' Реццоніко, це філія музею Коррер.

## Історія

### Колекції
Підмурками музейного фонду були ще речі зі збірки Теодоро Коррер ( 1750-1730 ). Він сам був людиною 18 століття і надавав уваги явищам своєї доби. В збірці Теодоро були меблі 18 століття, картини пензля О. Лонгі та Джанантоніо Гварді. До 1936 р. більша частина речей 18 ст. залишалась у сховищах через брак експозиційних площ і невелику зацікавленість до 18 століття.
В 20 столітті побут і атмосфера 18 століття набули цікавості через наліт віддаленості, несхожості на 20 ст. і антикварності, екзотичності. Експозицію в палаці Реццоніко збільшили. Наприклад, на третьому поверсі палацу розмистили -
- аптеку 18 століття
- зал мод з костюмами доби
- театр марінеток.

В збережених парадних приміщеннях палацу, які самі є експонатом музею 18 століття, багато чого залишили на своїх давніх місцях : бальну залу, жовтий салон, апартаменти кардинала Реццоніко. Все це доповнено пастелями, які полюбляли в 18 столітті, портретами олійними фарбами, меблями з інших збірок, керамікою і порцеляною, фресками.

### Колекція портретів
18 століття було століттям портретистів. Жанр набув великої популярності майже серед всіх верств населення, увібрав в себе стилістику доби і сприяв його подальшому розвитку. Значущість збірки Музею Венеції 18 століття ще й значній меморіальній вартості портретів збірки. Саме тут зберігають 
- портрет Теодоро Коррер ( худ. Б Кастеллі )
- портрет драматурга Карло Гольдоні ( худ.О. Лонгі-сина )
- пастельні портрети художниці  Розальби Кар'єра, що сприяла виникненню стилю рококо( серед них і автопортрет художниці )
- портрет художника Франческо Гварді пензля П'єтро Лонгі- батька тощо.

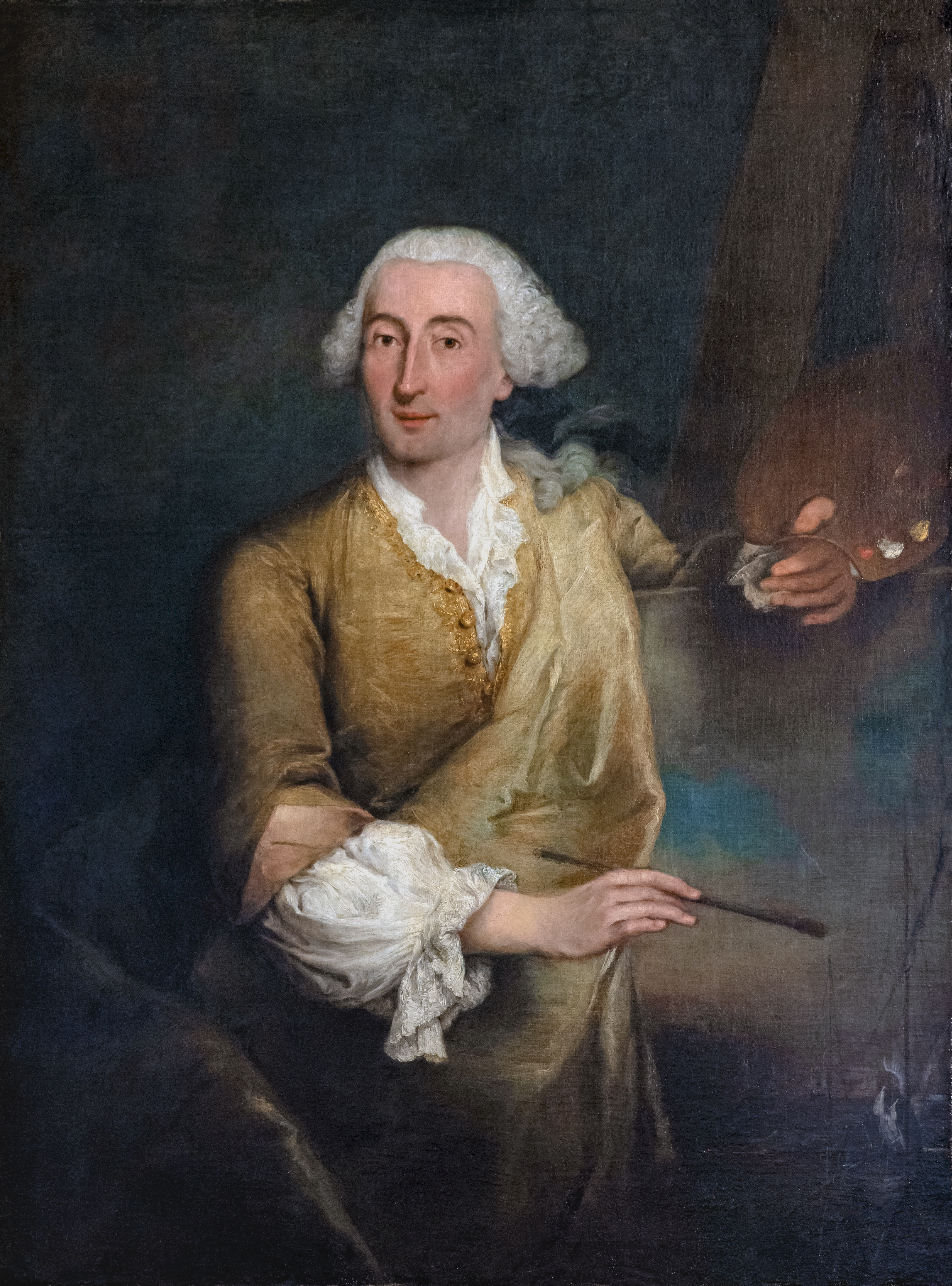
П. Лонгі, портрет Франческо Гварді
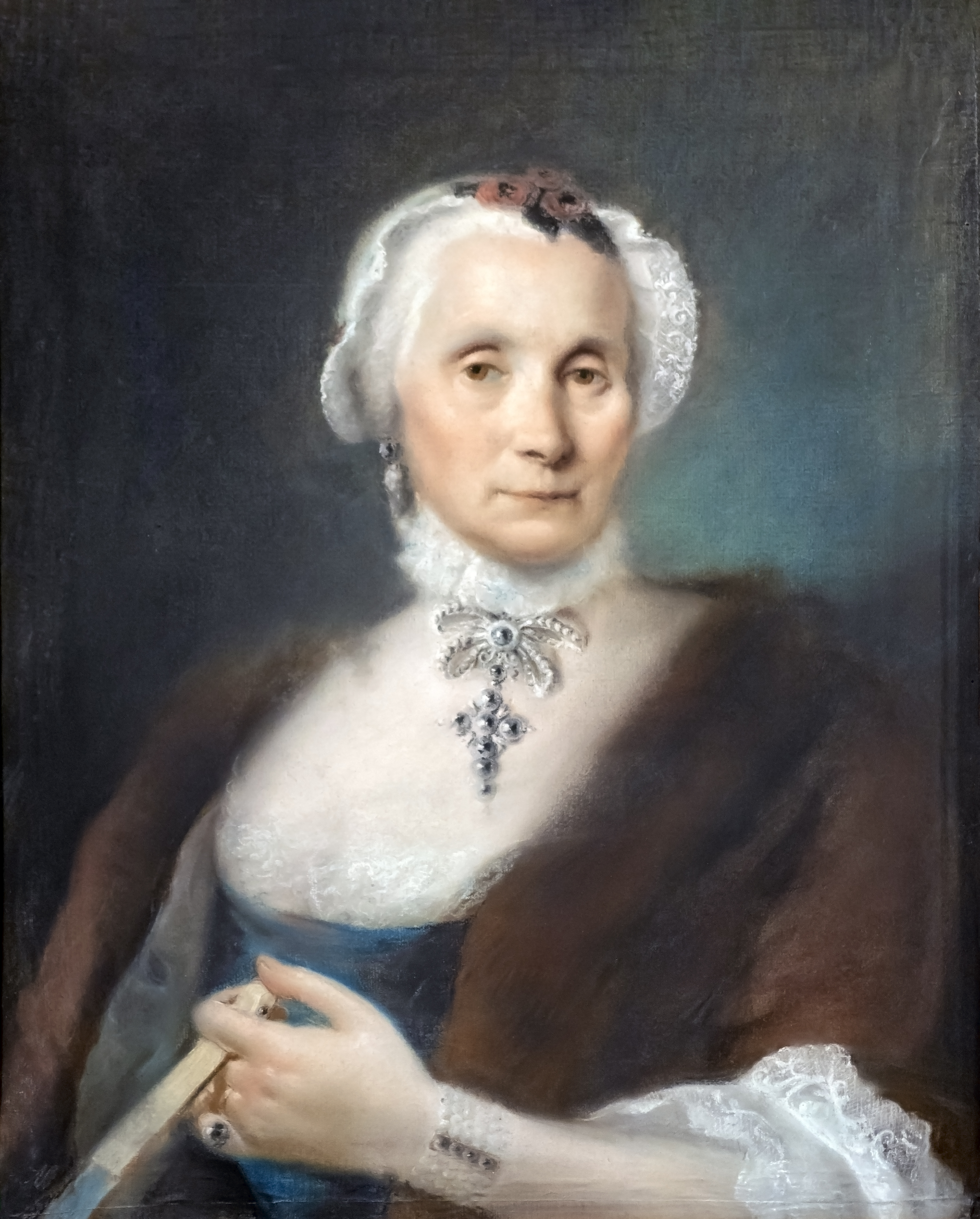
Лоренцо Тьєполо, портрет Цецилії Тьєполо
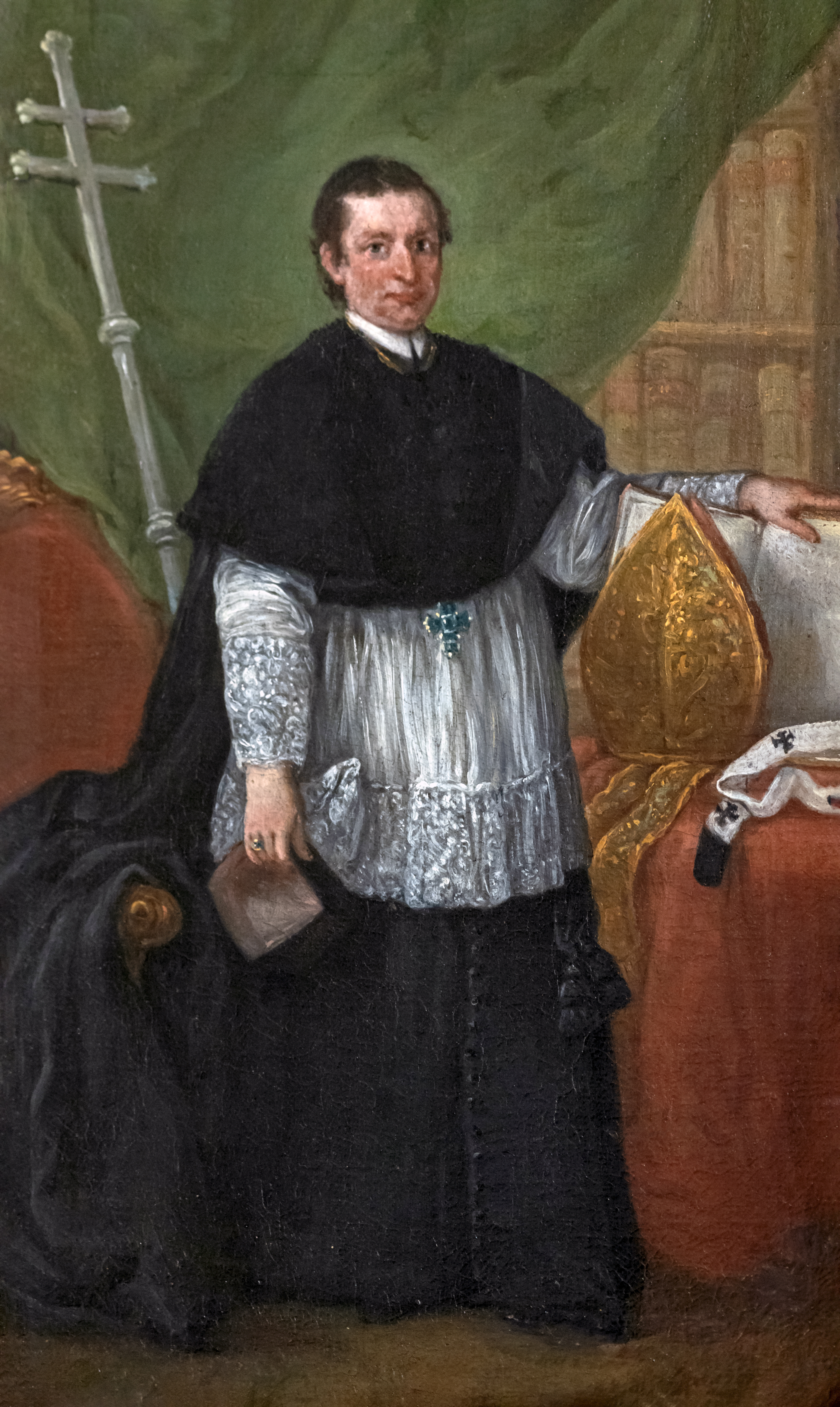
П. Лонгі, портрет Бенедетто Ганассоні

### Фрески
Фрески Венеції взагалі мають велику вартість і через звертання до них великих майстрів ( Джорджоне, Тиціан ), і через загрозу їхнього зникнення в вологому кліматі Венеції. Тим не менше їх створювали, неважаючи на швидке псування. В 18 столітті майстром фресок був Джованні Баттіста Тьєполо.
В Музей Реццоніко перенесли декілька комплексів фресок з різних будівель - з вілли Дзаніго з терраферми,з палацу Барбаріго. 
Удосконалення засобів збереження фресок дало змогу зняти їх зі стін палацу Барбаріго-Дабала, закріпити на полотнах. Їх експонують у хволястих, складних за формою рамах в інтер'єрі рококо.

### Жанрові сценки П'єтро Лонгі
Віддаленість 18 століття і справді підживлює цікавість до побуту доби, її ідей, її героїв і антигероїв. Жанрові і побутові сценки П'єтро Лонгі допомагають добре відчути ці прикмети століття - шарлатанів ( дрібних авантюристів ), що рекламують ліки від усіх хвороб відразу,  акробатів на ярмарку, візит до цирюльника, алхімічну лабораторію, перукаря за роботою,  показ екзотичного носорога, сцени залицянь до господині чи  кухарки. Невеличкі за розмірами, вони суперничають з картинами так званих малих голландців 17 століття за симпатії глядача і мають своїх прихильників.

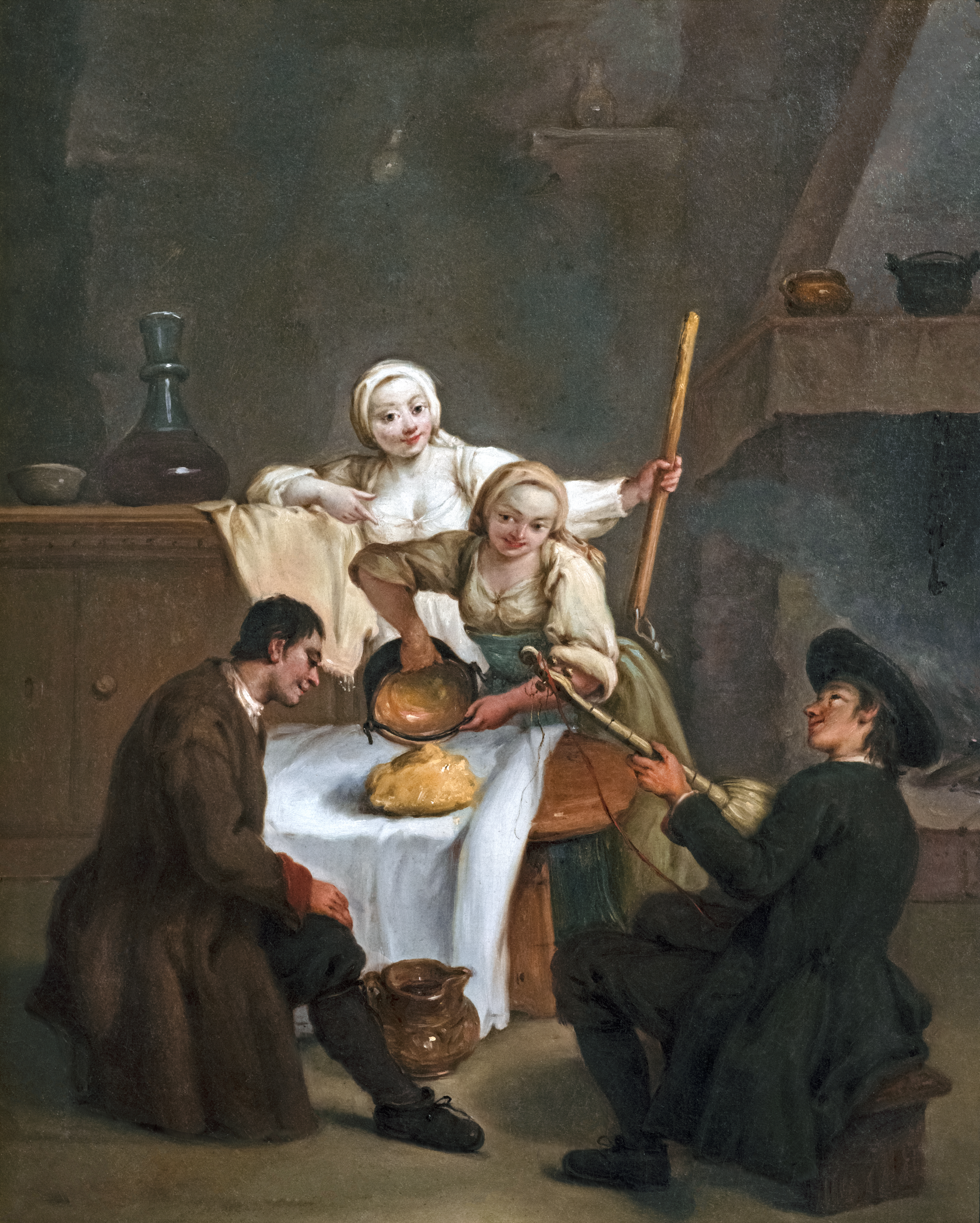
Серенада для кухарки
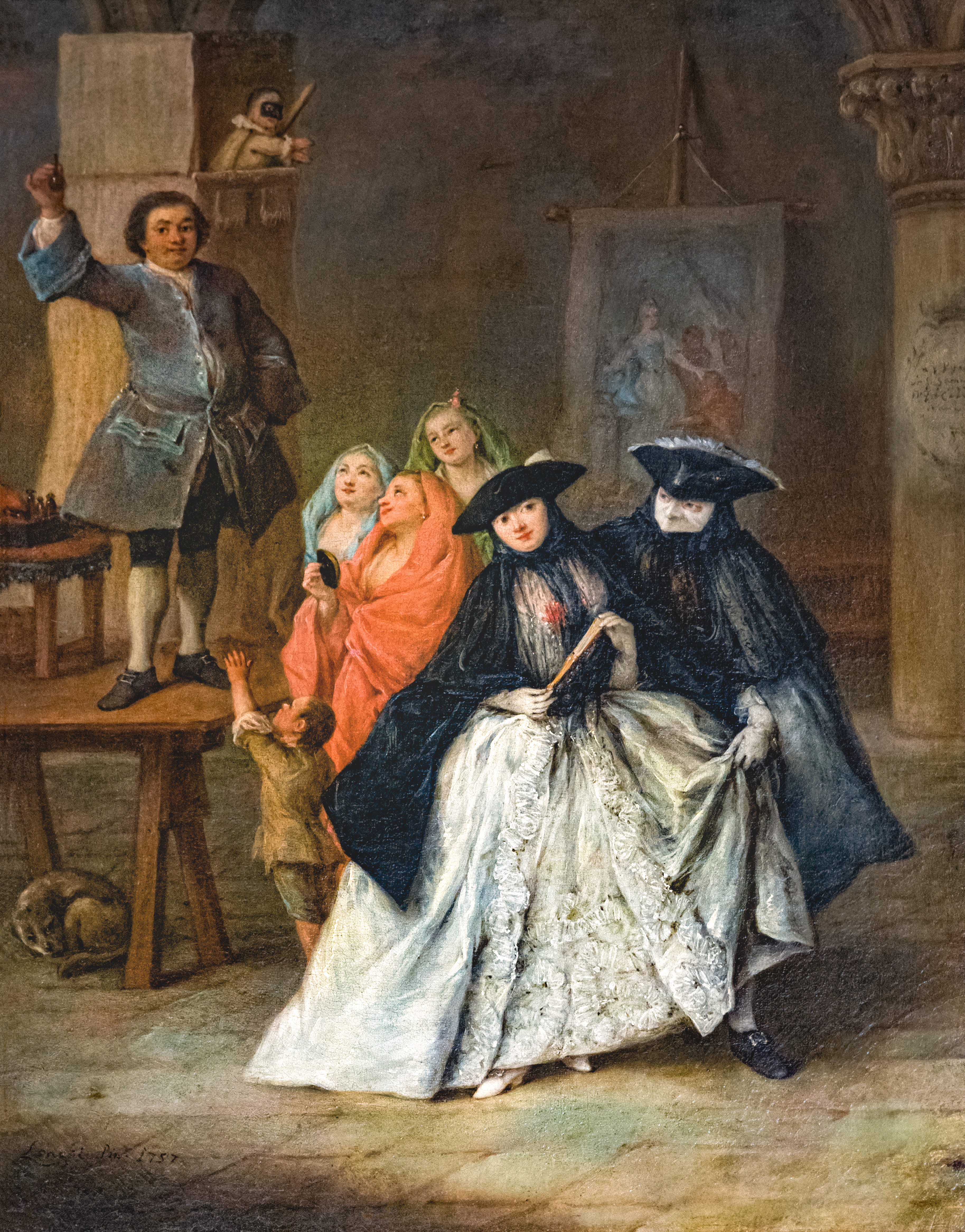
Шарлатан рекламує ліки
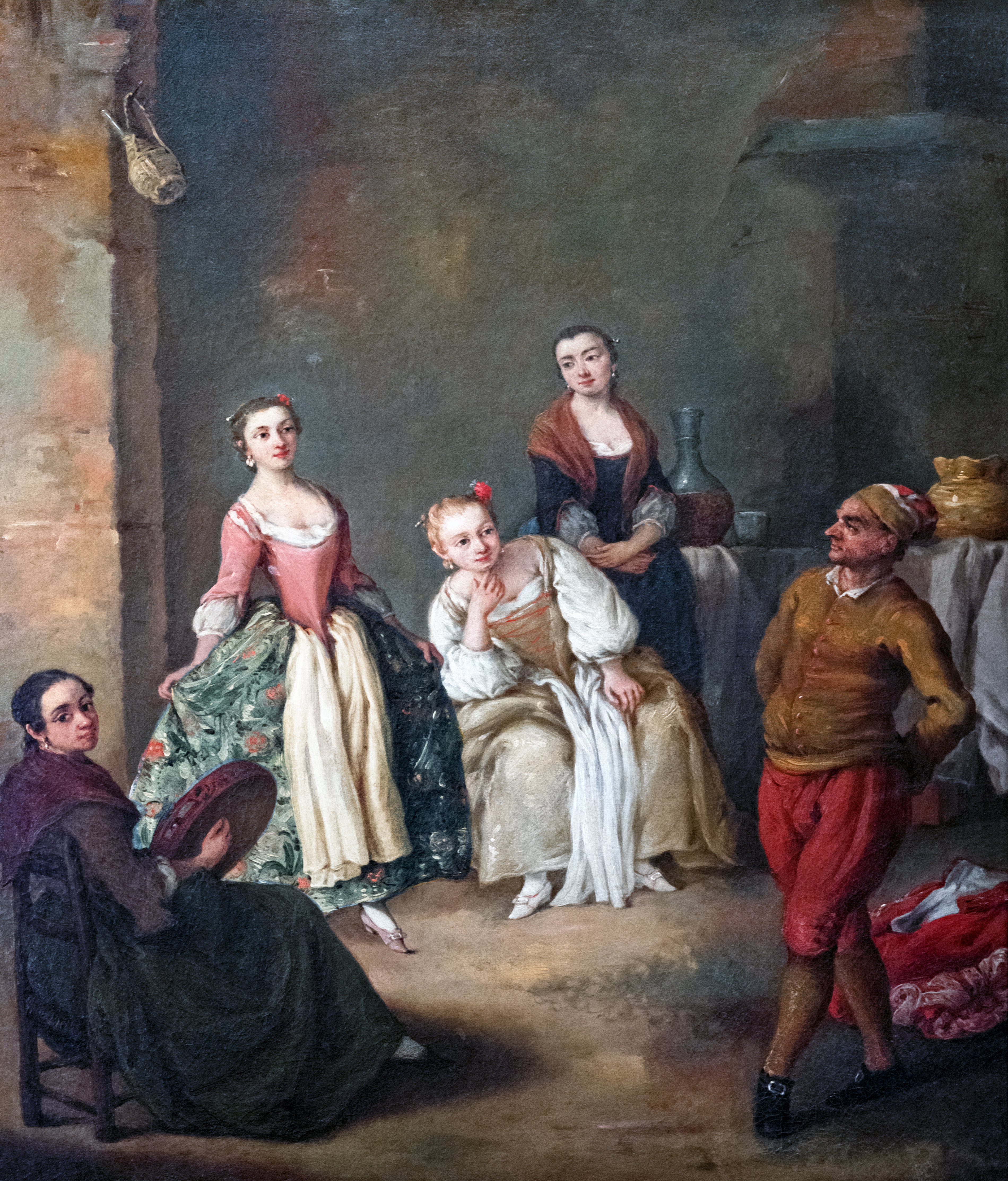
Танок
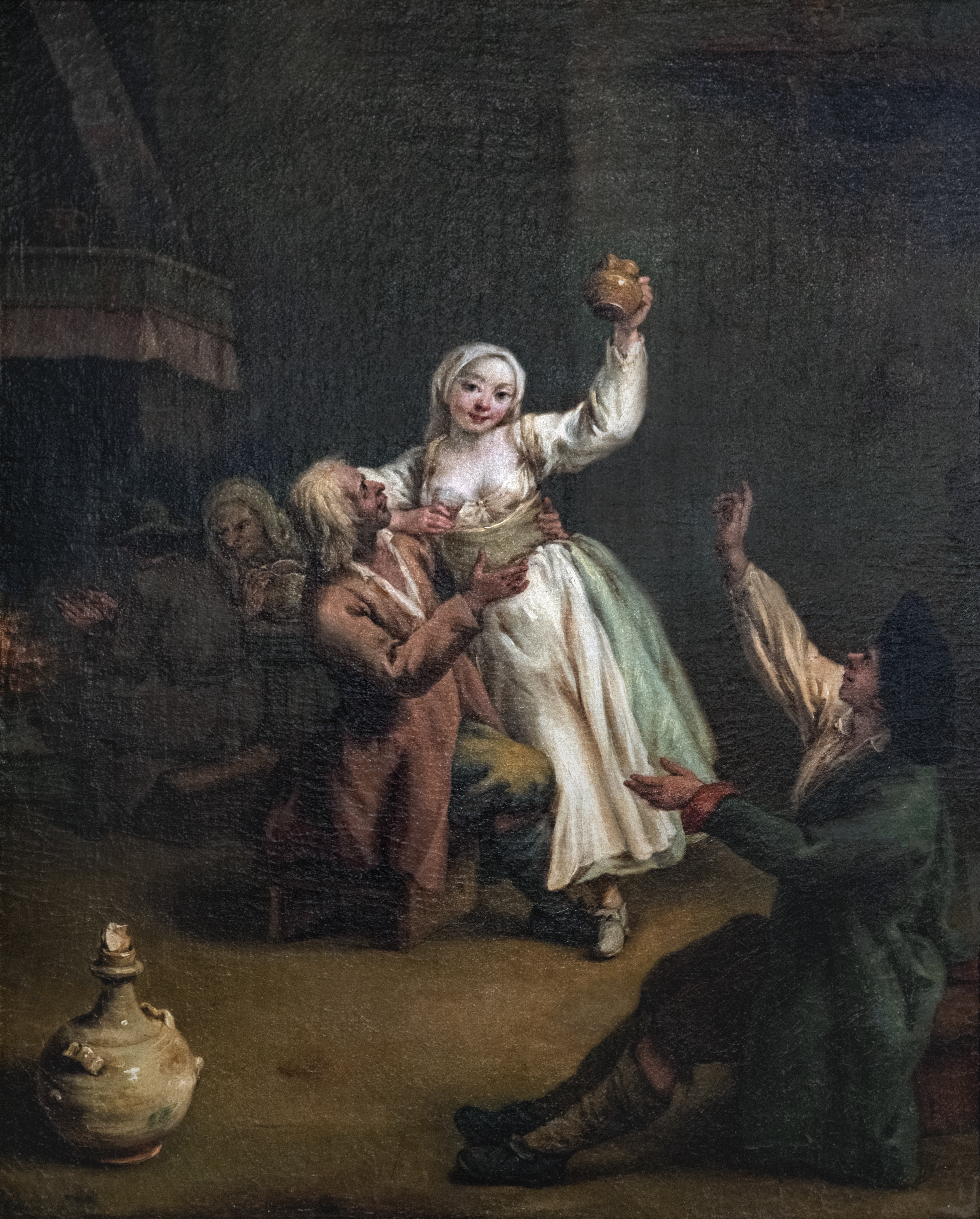
До краплі вип'ємо та й постукаємо по донцю
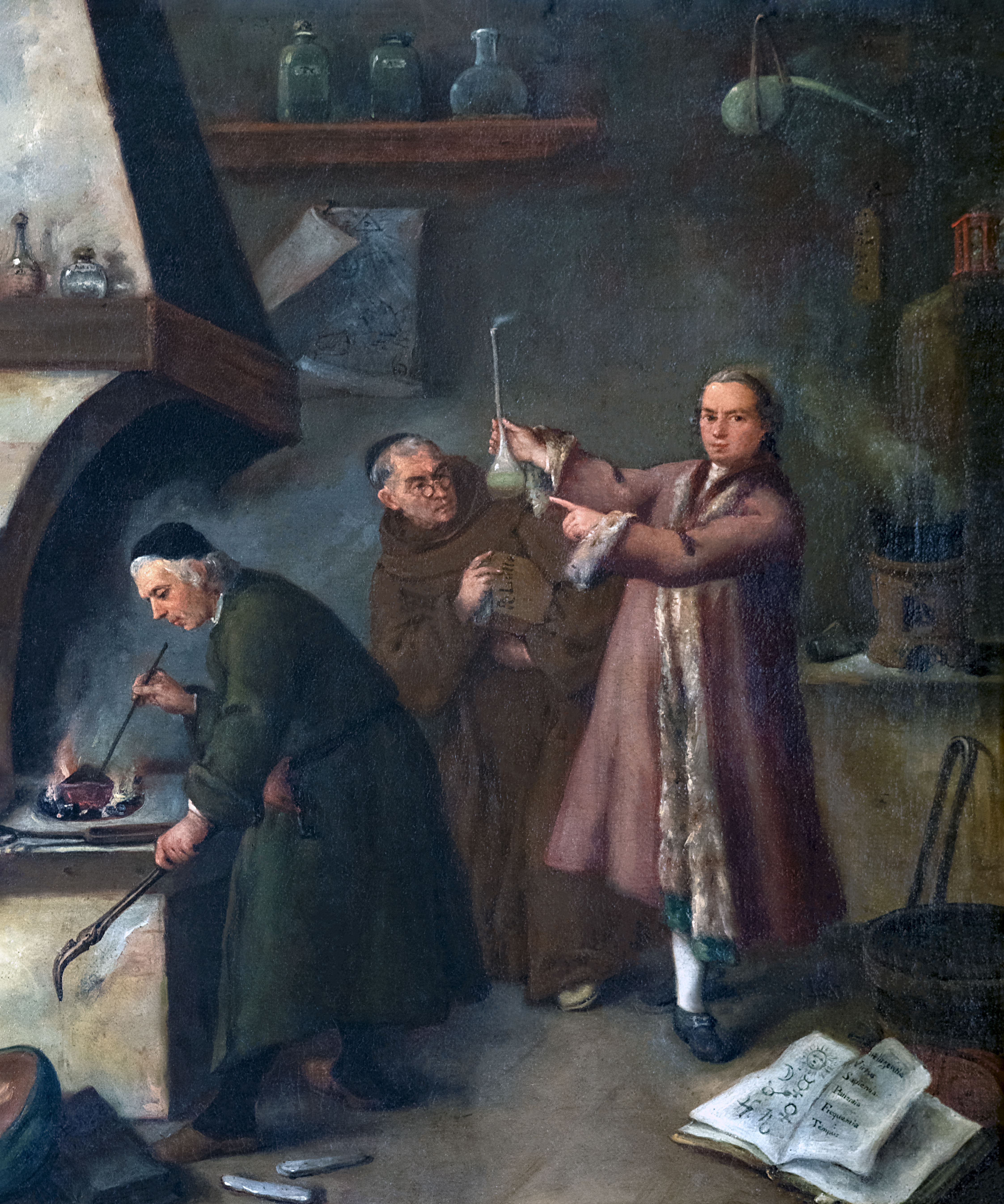
Алхімічна лабораторія
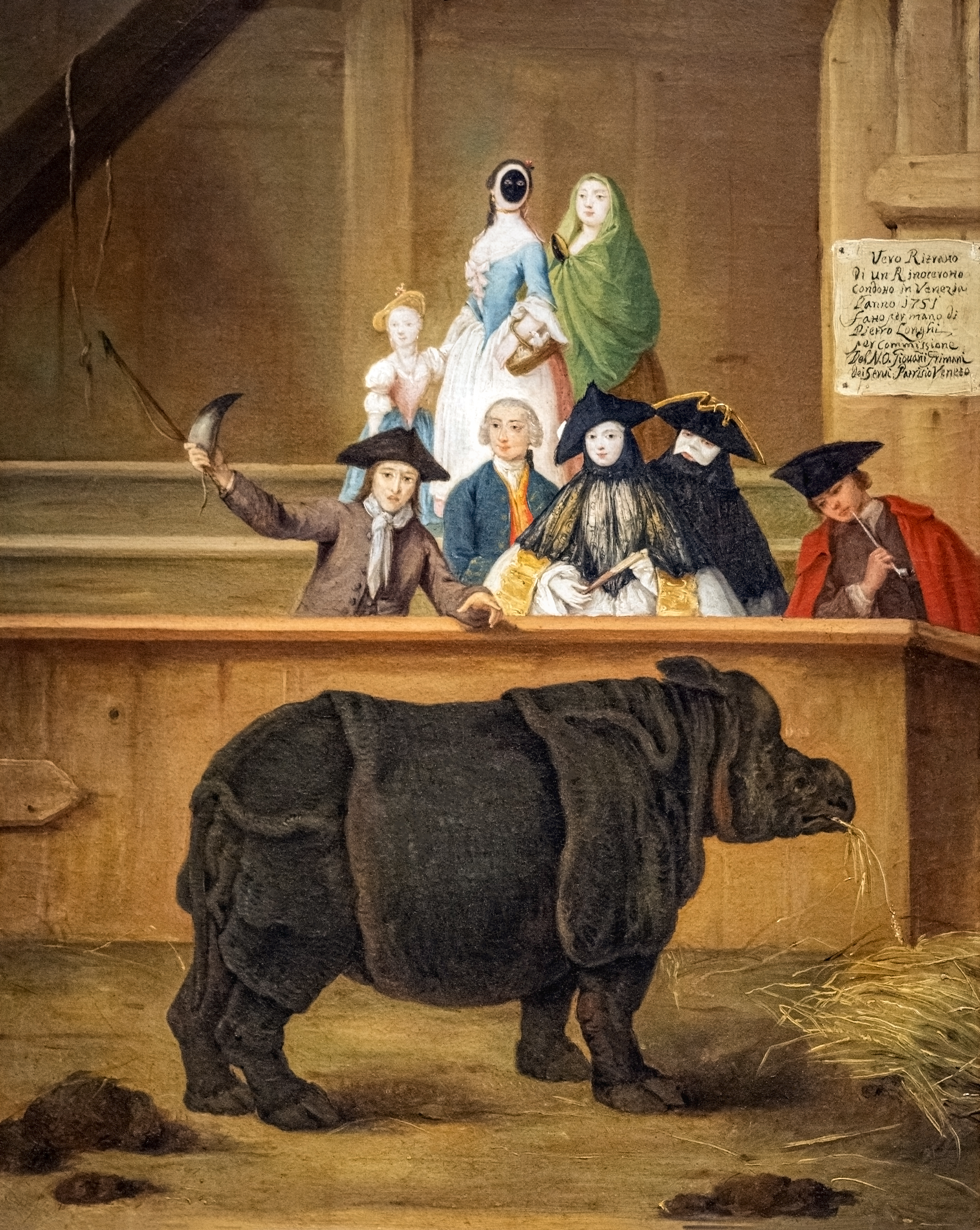
Публічний показ носорога
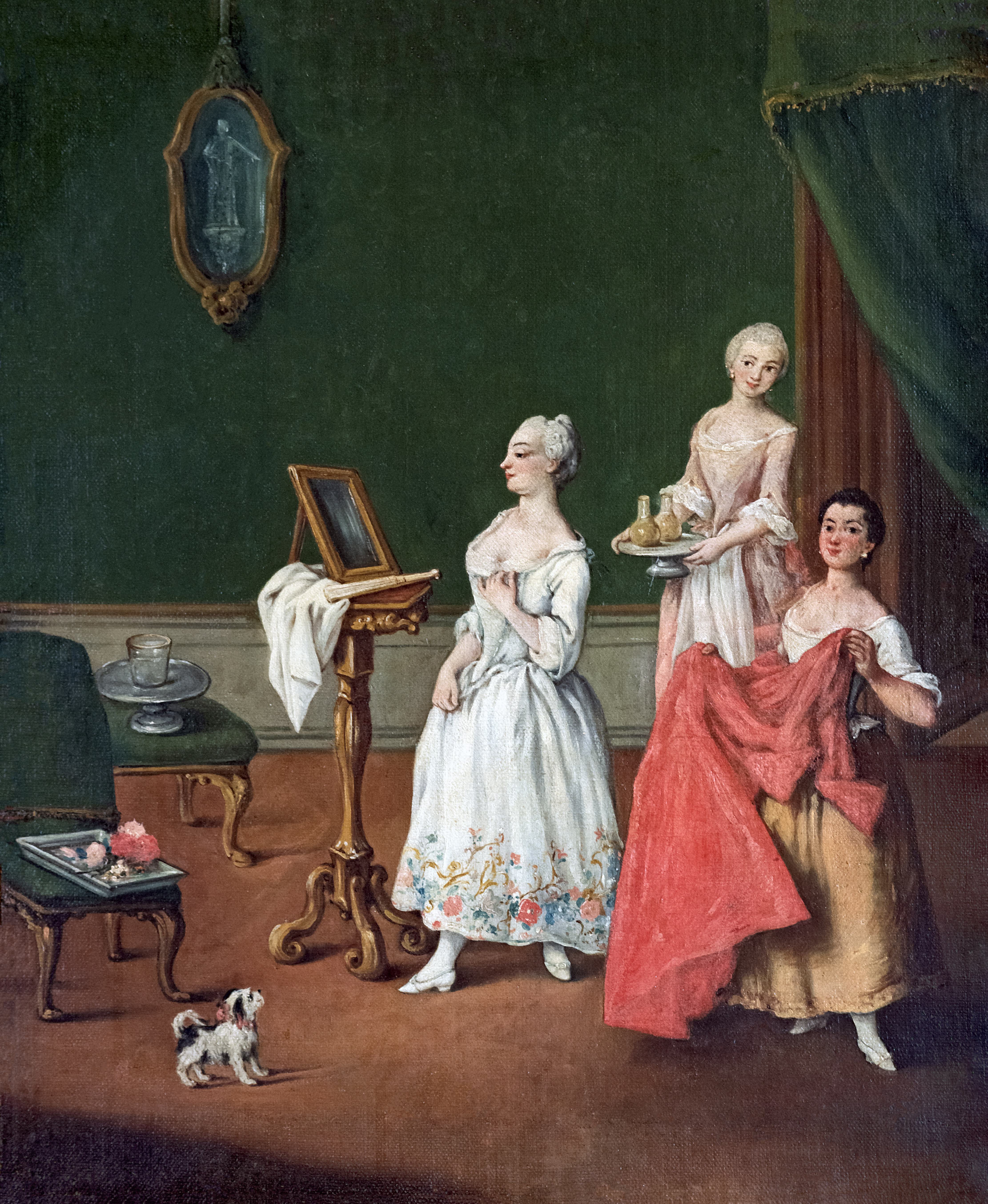
Ранок молодої пані